# Chevalier du poignard

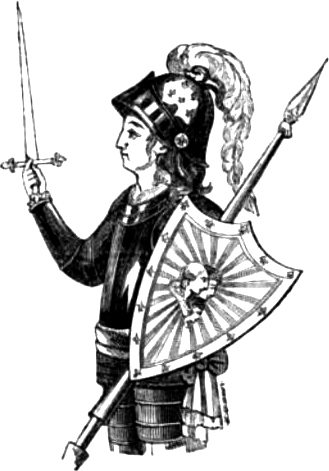
Chevalier du poignard.
Estampe représentant le signe de ralliement des chevaliers du poignard, dans la journée le 28 février 1791 aux Tuileries.

L'expression « chevaliers du poignard » désigne le groupe des royalistes, qui, le 28 février 1791, intervient au palais des Tuileries pour apporter son aide au roi Louis XVI et à sa famille, alors qu'une émeute dirigée par le sans-culotte Santerre a lieu à l'est de Paris, à Vincennes et dans le faubourg Saint-Antoine.

## Contexte
En octobre 1789, après les premiers pas de la Révolution (juin-août 1789), notamment la transformation des États généraux en Assemblée nationale constituante (9 juillet), une émeute de la faim aboutit à une marche sur Versailles, et même à l'intrusion de nombreux manifestants dans le château de Versailles ; la décision est alors prise de ramener le roi et sa famille à Paris, afin de les mettre sous le contrôle du peuple. Ils sont assignés à résidence au palais des Tuileries, sous la surveillance et la protection des gardes nationaux (la Garde nationale est issue des événements du 14 juillet 1789), dont le commandant en chef est le général Lafayette, partisan du nouveau régime, mais soucieux du respect de l'ordre.
En février 1791, les filles de Louis XV (tantes de Louis XVI), Adélaïde et Victoire, décident de partir à l'étranger, à l'instar de nombreux nobles et membres de la famille royale avant elles (notamment le comte d'Artois, dès 1789), très vite qualifiés par le terme d'« émigrés ». Elles quittent le château de Bellevue à Meudon et partent pour Rome, dans les États pontificaux.
L’Assemblée décide alors de débattre d'un projet de loi visant à interdire l'émigration. Ce projet est combattu par la droite de l'Assemblée, notamment par Mirabeau.

## Déroulement de la journée du 28 février 1791

### L'émeute de Vincennes et du faubourg Saint-Antoine
Une foule de Parisiens favorables au projet se dirige alors vers le château de Vincennes, croyant qu'il existe un complot pour faire fuir Louis XVI à partir de là. 
Des troupes de la Garde nationale, commandées par le général La Fayette, interviennent pour rétablir l'ordre.

### L'intervention des royalistes aux Tuileries
Entre-temps, un groupe de nobles s'est réuni aux Tuileries pour protéger le roi de l'émeute qui semble se dessiner. Ces quelques centaines de partisans de la royauté se sont armés de pistolets et de poignards. 
Mais le roi leur ordonne de se retirer après avoir abandonné leurs armes.

## Suites
Évacués sous les huées, ces hommes sont dénoncés dans les journaux comme les « chevaliers du poignard », membres d'une conspiration contre-révolutionnaire visant à enlever le roi. Si cette conspiration ne semble avoir existé que dans les esprits échauffés du mouvement populaire, l'humiliation de la noblesse ce jour-là augmente la discorde au sein de l'aristocratie, dont les éléments les plus intransigeants appellent à l'émigration militaire et à l'abandon du monarque.
Évalué entre huit cents et deux cent cinquante membres, le groupe semble avoir été composé essentiellement d'officiers ou d'anciens attachés à la Maison du Roi ou à celle des Princes. Le duc de Villequier, premier gentilhomme de la Chambre, semble en avoir été l'initiateur.
Parmi les membres de ce rassemblement se trouve notamment le chevalier de Belbeuf, ancien député de la noblesse aux États généraux de 1789 pour le bailliage de Rouen, et le chevalier de Rougeville, qui tente plus tard de faire évader la reine Marie-Antoinette (complot de l'œillet), et qui sera le modèle du Chevalier de Maison-rouge d'Alexandre Dumas. On trouve également Pâris, futur membre de la garde constitutionnelle du Roi et assassin du député Le Peletier de Saint-Fargeau, et enfin François-Régis de La Bourdonnaye, futur ministre de l'intérieur de Charles X en 1829.